# Eriococcus acutus
Eriococcus acutus är en insektsart. Eriococcus acutus ingår i släktet Eriococcus och familjen filtsköldlöss.

## Underarter
Arten delas in i följande underarter:
- E. a. acutus
- E. a. echinatus